# Puxada do Mastro de São Sebastião
A Puxada do Mastro de São Sebastião é uma manifestação cultural e religiosa, de origem indígena e católica, tradicional na cidade de Ilhéus, no estado brasileiro da Bahia. Ocorre anualmente no mês de janeiro, no bairro de Olivença, em homenagem a São Sebastião.
Na Puxada do Mastro de São Sebastião ocorre o sincretismo entre rituais católicos e indígenas, desde o período da colonização do Brasil.

## História
A Puxada do Mastro de São Sebastião tem sua origem no início do século XVI,  durante a fundação do Aldeamento de Nossa Senhora das Neves pelos padres jesuítas e com a tradição dos índios Tupinambás, que puxavam toras de madeira em uma competição entre tribos na demonstração de força e coragem. Os jesuítas recriaram o ato da derrubada de árvores em uma homenagem a São Sebastião. O santo foi amarrado em um mastro e alvejado com flechas e a homenagem era um ato de pedido de perdão. Mesmo com a expulsão dos jesuítas do Brasil, os índios e caboclos continuaram com os rituais.
Até o final do século XX, os festejos começavam no dia 6 de janeiro, juntamente com a Festa de Santos Reis.
Na década de 1980, a prefeitura passou a investir nas festividades de São Sebastião e a contratar bandas e trios elétricos para tocarem ao longo do dia e se estendendo pela noite. A decoração das ruas, antes feita pelos moradores do bairro, passou a ser de responsabilidade da prefeitura também. O almoço coletivo, que antes era realizado na mata com cada um levando sua marmita e partilhando a refeição, passa a ser servido na praia do Sirihyba e a ser organizado pela Associação dos Machadeiros de Olivença, juntamente com comerciantes e patrocinadores.

## Festividades
No dia anterior do corte da árvore, durante o dia, o Bando de Mascarados circula pelas ruas do bairro, anunciando o início das festividades. Logo após o cortejo do Bando Mascarado, ocorre a apresentação do Terno das Camponesas e do Boi Estrela. À noite, ocorre a procissão e a missa de Tríduo ao São Sebastião e após a missa, começa o lado profano do evento, com os shows de bandas contratados pela prefeitura.
No início da manhã do dia do corte da árvore, ocorre a alvorada e os machadeiros e moradores fazem a concentração na praça, onde realizam o ritual do Poranci (ritual indígena) e a missa dos machadeiros. O grupo de machadeiros se direcionam para a mata de Ipanema para a escolha da árvore que irá ser transformada em mastro do evento. Quando a árvore é definida, soltam fogos de artifícios para avisar a população que a escolha da árvore foi feita. Os machadeiros cortam a árvore, preparam o mastro e iniciam o cortejo, carregando o mastro até a praça do centro de Olivença. O cortejo inicia-se na mata, passa por uma estrada vicinal até chegar à Rodovia Ilhéus-Una, da rodovia o cortejo segue até a praia do Sirihyba, onde há uma pausa para o almoço coletivo e após o almoço, o cortejo segue para a praia do Cai N’água, quando chegam na área urbana da praia do Cai N’água, param na casa de antigos machadeiros, que já faleceram, e prestam homenagens O cortejo segue pela praia dos Milagres em direção à Avenida Lomanto Júnior, passam pela ponte do ribeirão Tororomba e, em corrida única, sobem a ladeira para chegar na praça. Todo o ritual é acompanhado pelo canto tradicional tocada pelos zabumbeiros, que utilizam como instrumentos o tambor, a flauta, o pandeiro e a zabumba. Paralelamente ao corte da árvore pelos adultos, crianças e adolescentes derrubam uma árvore de menor porte, preparam o mastaréu, que é uma versão menor do mastro dos adultos, e carregam o mastaréu até a praça onde finalizam os rituais da puxada do mastro de São Sebastião. Com a chegada do mastro, é iniciado os shows de banda contratados pela prefeitura.
O dia do levantamento do mastro geralmente ocorre no domingo após a puxada do mastro, em frente à Igreja Nossa Senhora da Escada. Limpam e pintam o mastro novo e restauram a bandeira de São Sebastião, que é feita de madeira. Um grupo de homens levantam o mastro e colocam a bandeira em seu topo, neste momento é feito orações e promessas.
Nas festividades de São João, no mês de junho, os machadeiros preparam o mastro e o mastaréu antigos para serem queimados na fogueira da festa.

## Canto tradicional
"Ajuê Dão, Ajuê Dan Dão,
Vamos puxar este mastro que é de São Sebastião (*).
Ajuê Dão, Ajuê Dan Dão,
Ajuê Dan Dão virou e Ajuê Dan Dão virá (*)
Ajuê Dão, Ajuê Dan Dão,
Eu pisei na casca da lima e vi o cheiro do limão (*)"
(*) Esses versos são alterados durante as repetições da cantiga. Os versos mais cantados são:
"Minha gente puxa e leva esse pau de bastião, aruê dão."
"Pisei na casca da lima e vi o cheiro do limão, aruê dão."
"O bem-te-vi come banana e o saruê come mamão, aruê dão."
"É o aruê da minha terra, é o aruê do meu sertão, aruê dão."
"Esse pau chega cinco horas e a seis não chega não, aruê dão."
"As caboclas de Olivença nesse pau não pega não, aruê dão."
"Fui na bica beber água, bebi água de sabão, aruê dão."
"Eu já fui cravo já fui rosa, eu já fui do seu coração, aruê dão."